# Clarias pseudonieuhofii
Clarias pseudonieuhofii är en fiskart som beskrevs av Sudarto, Teugels och Laurent Pouyaud 2004. Clarias pseudonieuhofii ingår i släktet Clarias och familjen Clariidae. Inga underarter finns listade i Catalogue of Life.